# Mundialito de Fútbol Infantil
El Mundialito de Fútbol Infantil de Caracas es un torneo oficial de fútbol infantil de carácter internacional, que se disputa desde 1999. Su organización está a cargo de la Federación Venezolana de Fútbol y la organización Liga Premier. La competencia se juega en las categorías Sub-15.
En este tradicional torneo se ha registrado participación de grandes equipos de toda América entre ellos Sporting Cristal, Millonarios, Deportivo Saprissa, Barcelona de Guayaquil, Alianza Lima, Emelec, Atlético Junior, América de Cali, Cruz Azul, Liga Deportiva Alajuelense, Flamengo y varias selecciones infantiles de Centro y Suramérica.

## Campeones
| Año  | Campeón          | Subcampeón                |
| ---- | ---------------- | ------------------------- |
| 1998 | Vasco da Gama    | Ecuador Sub-15            |
| 1999 | Venezuela Sub-15 | Millonarios               |
| 2000 | Atlético Junior  | Emelec                    |
| 2001 | Sporting Cristal | Venezuela Sub-15          |
| 2002 | Flamengo         | Venezuela Sub-15          |
| 2003 | Bolivia Sub-15   | Alianza Lima              |
| 2004 | América de Cali  | Venezuela Sub-15          |
| 2005 |                  |                           |
| 2006 |                  |                           |
| 2007 |                  |                           |
| 2008 | Liga Premier     |                           |
| 2009 |                  |                           |
| 2010 |                  |                           |
| 2011 |                  |                           |
| 2012 | Liga Premier     | Botafogo                  |
| 2013 | Liga Premier     | Universidad de San Martín |